# 마쓰모토 다이주
마쓰모토 다이주(일본어: 松本 大樹, 1977년 12월 9일 ~ )는 일본의 전 축구 선수이다.

## 구단 경력
과거 감바 오사카, 오미야 아르디자에서 활동하였다.